# Piłka siatkowa na Letnich Igrzyskach Olimpijskich 1976
Turniej olimpijski w piłce siatkowej rozegrany podczas XXI Letnich Igrzysk Olimpijskich w Montrealu był czwartym w historii igrzysk olimpijskich zmaganiem w tej dyscyplinie sportu. Rywalizacja toczyła się zarówno u kobiet, jak i u mężczyzn wyłącznie w halowej odmianie siatkówki. Przystąpiło do niej 10 zespołów męskich i 8 drużyn żeńskich. Obydwa turnieje (męski i żeński) zostały przeprowadzone systemem kołowym (tj. każdy z każdym, po jednym meczu) oraz systemem pucharowym. Arenami zmagań były Montreal Forum oraz Paul Sauvé Arena.

## Medaliści
| Konkurencja      | Konkurencja | złoto | srebro | brąz |
| ---------------- | ----------- | --- | --- | --- |
| Siatkówka halowa | mężczyźni   | Polska Bronisław Bebel Ryszard Bosek Wiesław Gawłowski Marek Karbarz Lech Łasko Zbigniew Lubiejewski Mirosław Rybaczewski Włodzimierz Sadalski Edward Skorek Włodzimierz Stefański Tomasz Wójtowicz Zbigniew Zarzycki | ZSRR Władimir Czernyszow Jefim Czułak Władimir Dorochow Aleksandr Jermiłow Władimir Kondra Oleg Moliboga Anatolij Poliszczuk Aleksandr Sawin Pāvels Seļivanovs Jurij Starunski Władimir Ułanow Wiaczesław Zajcew | Kuba Alfredo Figueredo Víctor García Diego Lapera Leonel Marshall Steward, Sr. Ernesto Martínez Lorenzo Martínez Jorge Pérez Antonio Rodríguez Carlos Salas Victoriano Sarmientos Jesús Savigne Raúl Vilches |
| Siatkówka halowa | kobiety     | Japonia Yūko Arakida Takako Iida Katsuko Kanesaka Kiyomi Katō Echiko Maeda Noriko Matsuda Mariko Okamoto Takako Shirai Shōko Takayanagi Hiromi Yano Juri Yokoyama Mariko Yoshida                                      | ZSRR Łarisa Biergien Ludmiła Czernyszowa Olha Kozakowa Natalia Kusznir Nina Muradian Lilija Osadczaja Anna Rostowa Lubow Rudowskaja Inna Ryskal Ludmiła Szczetinina Nina Smolejewa Zoja Jusowa                   | Korea Południowa Baek Myeong-seon Byeon Gyeong-ja Jang Hye-suk Jeong Sun-ok Jo Hye-jeong Lee Sun-bok Lee Sun-ok Ma Geum-ja Park Mi-geum Yu Gyeong-hwa Yu Jeong-hye Yun Yeong-nae                             |

## Tabela medalowa
| Miejsce | Państwo          | złoto | srebro | brąz | Razem |
| ------- | ---------------- | ----- | ------ | ---- | ----- |
| 1.      | Japonia          | 1     | 0      | 0    | 1     |
| 1.      | Polska           | 1     | 0      | 0    | 1     |
| 3.      | ZSRR             | 0     | 2      | 0    | 2     |
| 4.      | Kuba             | 0     | 0      | 1    | 1     |
| 4.      | Korea Południowa | 0     | 0      | 1    | 1     |